# Piero Gros
Piero Gros detto Pierino (Sauze d'Oulx, 30 ottobre 1954) è un ex sciatore alpino, dirigente sportivo e commentatore sportivo italiano.
È stato uno dei protagonisti della Valanga azzurra, vincitore della Coppa del Mondo generale e della Coppa del Mondo di slalom gigante nel 1974 e campione olimpico e iridato nello slalom speciale a Innsbruck 1976.

## Biografia

### Carriera sciistica

#### Stagioni 1972-1974
Specialista delle prove tecniche, Gros esordì in Coppa Europa nella stagione 1971-1972 e in Coppa del Mondo nel 1972, vincendo le prime due gare alle quali partecipò e diventando il più giovane vincitore di una gara di Coppa del Mondo di sci alpino maschile, a diciotto anni: il primo successo fu quello ottenuto in slalom gigante a Val-d'Isère l'8 dicembre partendo con il pettorale n. 45, impresa mai riuscita a nessun altro, mentre l'altra sua vittoria stagionale fu quella ottenuta partendo con il pettorale n. 42 nel classico slalom speciale della 3-Tre di Madonna di Campiglio il 17 dicembre.
Nel 1973-1974 vinse la Coppa del Mondo assoluta e quella di slalom gigante, rispettivamente con 16 punti di vantaggio su Gustav Thöni e 15 su Hansi Hinterseer; i suoi podi stagionali furono 7, con 5 vittorie. In quell'annata fu protagonista, il 7 gennaio a Berchtesgaden, di un risultato storico per la nazionale italiana: quel giorno ai primi cinque posti dello slalom gigante si piazzarono cinque sciatori azzurri e a salire sul gradino più alto del podio fu proprio Gros; fu in quell'occasione che fu coniata l'espressione "Valanga azzurra". Nella stessa stagione, sempre in slalom gigante, vinse anche la medaglia di bronzo ai Mondiali disputati a Sankt Moritz.

#### Stagioni 1975-1976
Nel 1974-1975, pur continuando a esprimersi ai massimi livelli, non riuscì a ripetere il successo dell'anno precedente: nella classifica generale di Coppa del Mondo fu 4º e in quelle di slalom gigante e di slalom speciale fu 2º e 3º, superato da Ingemar Stenmark rispettivamente di 9 e di 20 punti. Fu l'anno in cui salì per l'ultima volta sul gradino più alto del podio in Coppa del Mondo, in slalom speciale sulla Ganslern di Kitzbühel il 18 gennaio 1975: tutte le sue dodici vittorie in carriera giunsero infatti nelle sue prime tre stagioni nel Circo bianco. In quella stagione complessivamente ottenne 8 podi con 5 vittorie, tra le quali lo slalom gigante della Chuenisbärgli di Adelboden il 13 gennaio.

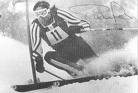
Piero Gros in gara nello slalom speciale dei XII Giochi olimpici invernali di, nel quale vinse la medaglia d'oro

Nella stagione 1975-1976 collezionò 10 podi e contese la Coppa del Mondo a Stenmark, che a fine stagione lo distanziò di 44 punti; Gros inoltre si piazzò al 3º posto nella classifica di slalom gigante e al 2º in quella di slalom speciale, vinte entrambe da Stenmark rispettivamente con 10 e con 40 punti di margine su Gros. Ai XII Giochi olimpici invernali di Innsbruck 1976, sua prima presenza olimpica, vinse la medaglia d'oro nello slalom speciale (valida anche ai fini dei Mondiali), davanti al compagno di squadra Thöni e al liechtensteinese Willi Frommelt, mentre nello slalom gigante non concluse la prova.

#### Stagioni 1977-1982
Nel 1976-1977 e nel 1977-1978 continuò a salire sul podio in Coppa del Mondo, chiudendo rispettivamente al 4º e all'8º posto nella classifica generale; ai Mondiali di Garmisch-Partenkirchen 1978 ottenne la medaglia d'argento nello slalom speciale e fu 13º nello slalom gigante. Salì per l'ultima volta sul podio in Coppa del Mondo, in combinata, il 15 gennaio 1979 a Crans-Montana.
Partecipò ancora ai XIII Giochi olimpici invernali di Lake Placid 1980, dove non completò lo slalom gigante durante il quale riportò un infortunio che non gli consentì di prendere parte allo slalom speciale, e ai Mondiali di Schladming 1982, dove fu 6º nello slalom speciale; l'ultimo piazzamento della sua carriera agonistica fu il 10º posto ottenuto nello slalom speciale disputato a Garmisch-Partenkirchen il 14 febbraio e si ritirò in quello stesso anno, a nemmeno ventotto anni.

### Carriera giornalistica

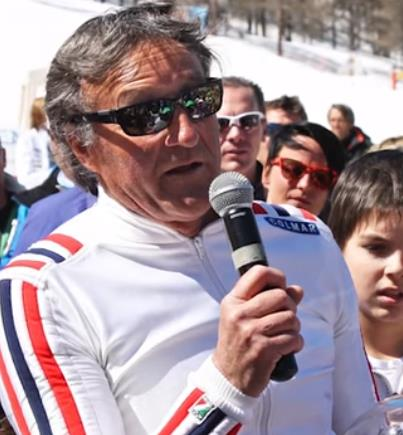
Piero Gros nel 2014

Dopo il ritiro ha seguito lo sci come commentatore sportivo televisivo, prima per Telecapodistria, poi dal 1990 al 1995 per la Rai e dal 1996 per 26 anni alla Televisione svizzera di lingua italiana.

### Carriera dirigenziale
Ai Mondiali di Sestriere 1997 Gros ricoprì diversi incarichi dirigenziali e fu impegnato nell'organizzazione anche a XX Giochi olimpici invernali di Torino 2006 come responsabile dei volontari e come "vicesindaco" del Villaggio Olimpico di Sestriere, mentre la carica di "sindaco" è stata assegnata a Manuela Di Centa, responsabile del Villaggio olimpico principale allestito a Torino nella zona del Lingotto.

### Altre attività
Dal 1985 al 1990 fu sindaco di Sauze d'Oulx, suo paese natale. Il 10 febbraio 2006, durante la cerimonia di apertura dei XX Giochi olimpici invernali, fu protagonista della parte finale della staffetta della fiamma olimpica che si svolse all'interno dello Stadio Olimpico di Torino: ricevette la torcia dai componenti la staffetta italiana maschile di sci di fondo che aveva vinto la medaglia d'oro ai XVII Giochi olimpici invernali e, dopo un tratto di corsa, la consegnò nelle mani di Deborah Compagnoni, tre volte campionessa olimpica nello sci alpino.

## Palmarès

### Olimpiadi
- 1 medaglia, valida anche ai fini dei Mondiali:
  - 1 oro (slalom speciale a Innsbruck 1976)

### Mondiali
- 2 medaglie, oltre a quella conquistata in sede olimpica:
  - 1 argento (slalom speciale a Garmisch-Partenkirchen 1978)
  - 1 bronzo (slalom gigante a Sankt Moritz 1974)

### Coppa del Mondo
- Vincitore della Coppa del Mondo nel 1974
- Vincitore della Coppa del Mondo di slalom gigante nel 1974
- 35 podi:
  - 12 vittorie
  - 14 secondi posti
  - 9 terzi posti

#### Coppa del Mondo - vittorie
| Data             | Località               | Paese          | Specialità |
| ---------------- | ---------------------- | -------------- | ---------- |
| 8 dicembre 1972  | Val-d'Isère            | Francia        | GS         |
| 17 dicembre 1972 | Madonna di Campiglio   | Italia         | SL         |
| 17 dicembre 1973 | Vipiteno               | Italia         | SL         |
| 7 gennaio 1974   | Berchtesgaden          | Germania Ovest | GS         |
| 13 gennaio 1974  | Morzine                | Francia        | GS         |
| 3 marzo 1974     | Voss                   | Norvegia       | SL         |
| 9 marzo 1974     | Vysoké Tatry           | Cecoslovacchia | GS         |
| 5 dicembre 1974  | Val-d'Isère            | Francia        | GS         |
| 18 dicembre 1974 | Madonna di Campiglio   | Italia         | GS         |
| 6 gennaio 1975   | Garmisch-Partenkirchen | Germania Ovest | SL         |
| 13 gennaio 1975  | Adelboden              | Svizzera       | GS         |
| 19 gennaio 1975  | Kitzbühel              | Austria        | SL         |

Legenda:

GS = slalom gigante

SL = slalom speciale

### Coppa Europa
- Miglior piazzamento in classifica generale: 7º nel 1972

### Campionati italiani
- 18 medaglie[7]:
  - 10 ori (slalom gigante, combinata nel 1974; slalom speciale nel 1975; slalom gigante, slalom speciale, combinata nel 1976; combinata nel 1978; slalom speciale nel 1979; slalom speciale nel 1980; slalom speciale nel 1982)
  - 4 argenti (slalom speciale nel 1974; slalom gigante, combinata nel 1975; slalom gigante nel 1978)
  - 4 bronzi (slalom gigante nel 1972; slalom speciale[8] nel 1973; discesa libera nel 1976; slalom speciale nel 1977)

## Statistiche

### Podi in Coppa del Mondo
| Stagione/Specialità | Slalom gigante | Slalom gigante | Slalom gigante | Slalom speciale | Slalom speciale | Slalom speciale | Combinata | Combinata | Combinata | Podi totali |
| ------------------- | -------------- | -------------- | -------------- | --------------- | --------------- | --------------- | --------- | --------- | --------- | ----------- |
| Stagione/Specialità | 1º             | 2º             | 3º             | 1º              | 2º              | 3º              | 1º        | 2º        | 3º        | Podi totali |
| 1973                | 1              |                |                | 1               |                 |                 |           |           |           | 2           |
| 1974                | 3              | 1              | 1              | 2               |                 |                 |           |           |           | 7           |
| 1975                | 3              | 1              |                | 2               | 2               |                 |           |           |           | 8           |
| 1976                |                | 2              | 2              |                 | 2               | 3               |           | 1         |           | 10          |
| 1977                |                | 2              |                |                 | 3               |                 |           |           |           | 5           |
| 1978                |                |                | 1              |                 |                 | 1               |           |           |           | 2           |
| 1979                |                |                |                |                 |                 |                 |           |           | 1         | 1           |
| 1980                |                |                |                |                 |                 |                 |           |           |           | 0           |
| 1981                |                |                |                |                 |                 |                 |           |           |           | 0           |
| 1982                |                |                |                |                 |                 |                 |           |           |           | 0           |
| Totale              | 7              | 6              | 4              | 5               | 7               | 4               | 0         | 1         | 1         | 35          |
| Totale              | 17             | 17             | 17             | 16              | 16              | 16              | 2         | 2         | 2         | 35          |

## Riconoscimenti
- Nel maggio 2015, una targa a lui dedicata fu inserita nella Walk of Fame dello sport italiano a Roma, riservata agli ex-atleti italiani che si sono distinti in campo internazionale[11].